# District du Blanc
Le district du Blanc est une ancienne division territoriale française du département de l'Indre de 1790 à 1795.
Il était composé des cantons de le Blanc, Belâbre, Lignac, Martizai, Merigny, Rosnai et Tournon.